# 2S7 Pion
2S7 Pion (tł. pol. piwonia) – radziecka armata samobieżna kalibru 203 mm.
2S7 była przeznaczona dla pułków artylerii ciężkiej znajdujących się na szczeblu frontu. Została skonstruowana na początku lat 70 XX w. przez Zakłady im. Barykady (armata) i Leningradzkie Zakłady im. Kirowa (podwozie). Do uzbrojenia Armii Radzieckiej została wprowadzona w 1976 roku. Później znalazła się na uzbrojeniu Czechosłowacji i Polski, a po rozpadzie ZSRR była używana przez armie Białorusi, Rosji, Ukrainy, Uzbekistanu. Armaty 2S7 zostały wycofane z uzbrojenia armii czeskiej w latach 90 XX w. Siły Zbrojne Rzeczypospolitej Polskiej zdecydowały o wycofaniu 8 sztuk, znajdujących się od 1985 roku na uzbrojeniu najpierw 5 Brygady Artylerii Armat z Głogowa, a potem w 23 Śląskiej Brygadzie Artylerii w Bolesławcu, w marcu 2006 roku.
Działo zasilane jest amunicją rozdzielnego ładowania. Ładunki miotające są w workach. Z działa można wystrzeliwać granaty odłamkowo-burzące o masie 110 kg i donośności 37,5 km, granaty odłamkowo-burzące z dodatkowym napędem rakietowym o masie 102 kg i donośności 47,5 km, chemiczne (wycofane z uzbrojenia) oraz jądrowe. Szybkostrzelność praktyczna sięgała 2 strz./min. 
W 1983 roku w ZSRR armatę zmodernizowano do wersji 2S7M Pion-M (zwanej także Małka), zwiększając szybkostrzelność (do 2,5 strz./min) i zapas amunicji działowej z 4 szt. do 8. Zapas ten był traktowany jako nienaruszalny, typowa jednostka ognia wynosiła 40 szt. amunicji przewożonych na towarzyszących ciężarówkach kołowych.
W tylnej części zamontowany jest ruchomy lemiesz, który w czasie przemieszczania się pojazdu jest podniesiony, natomiast na stanowisku ogniowym w celu zwiększenia stabilności podczas strzelania opuszczany na ziemię. W tym samym celu i dla zwiększeniu długości oporowej gąsienic zwalnia się koło napinające.
Samobieżną armatę można obejrzeć m.in. w Muzeum Artylerii w Toruniu, Muzeum Broni Pancernej w Poznaniu, Lubuskim Muzeum Wojskowym i Muzeum Artylerii w Petersburgu. Jeden egzemplarz bez optyki i wyposażenia znajduje się w Bolesławcu.  

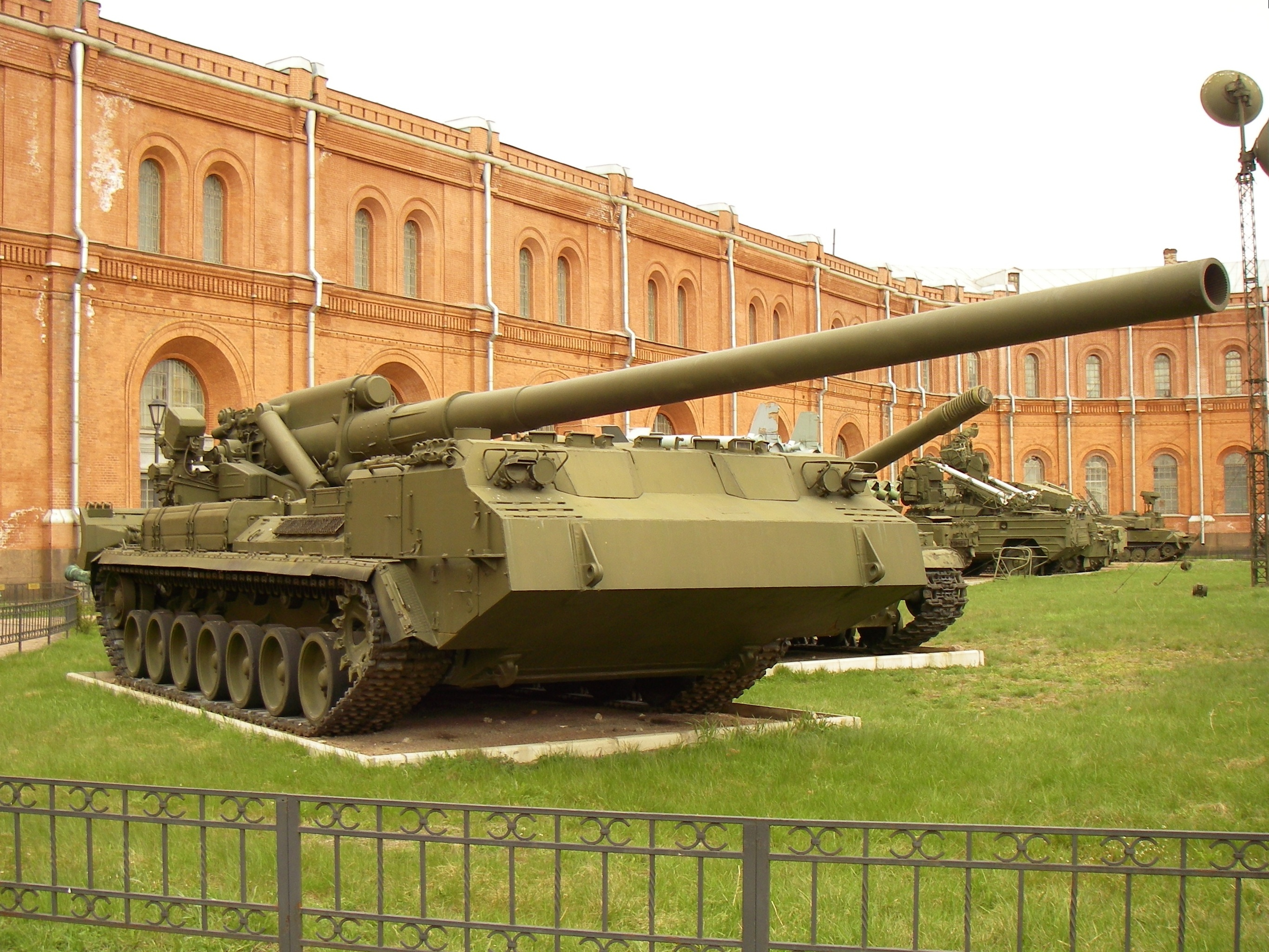
2S7 Pion w Muzeum Artylerii w Petersburgu
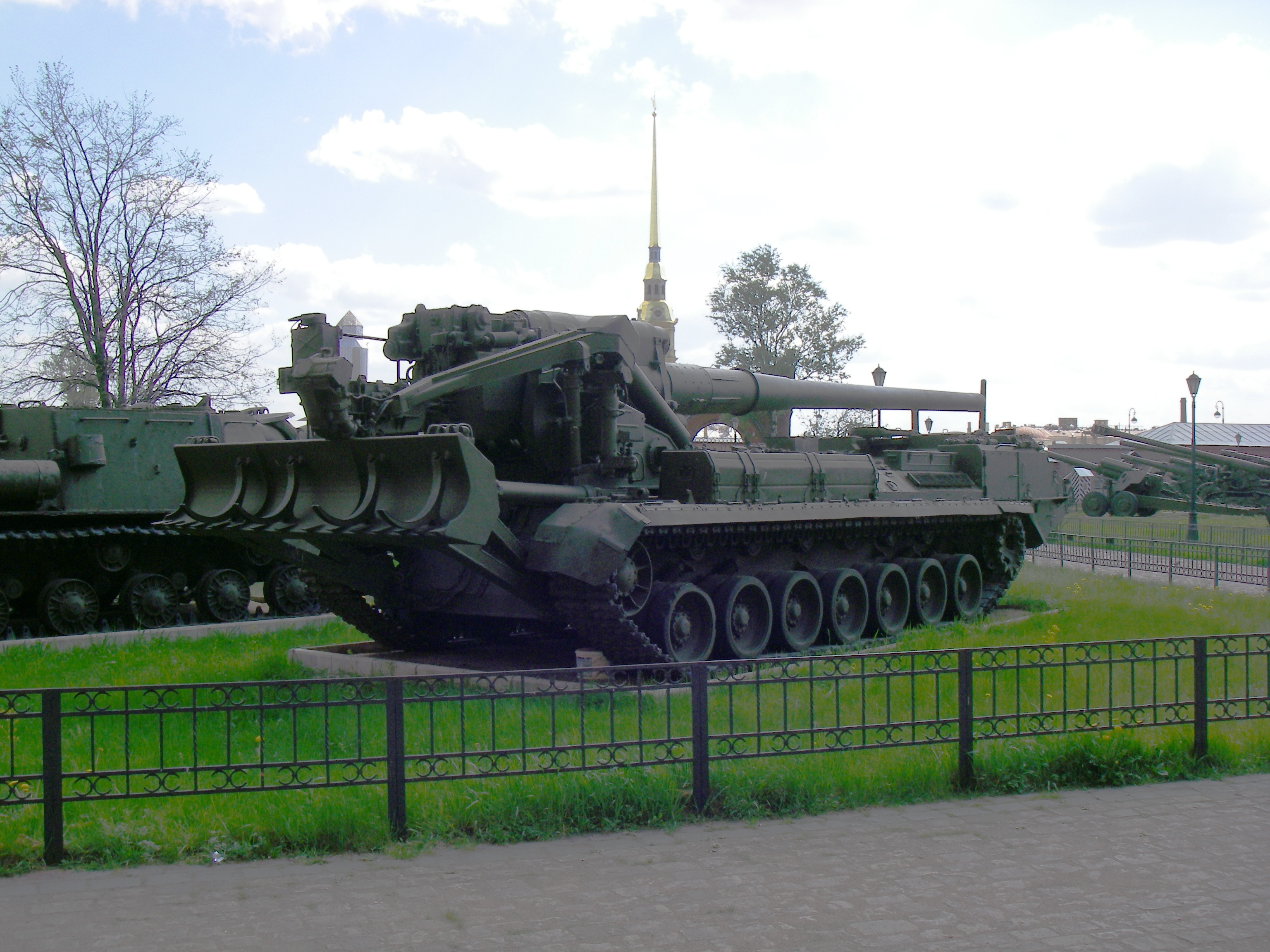